# Aspidistra longanensis
Aspidistra longanensis är en sparrisväxtart som beskrevs av Y.Wan. Aspidistra longanensis ingår i släktet Aspidistra och familjen sparrisväxter. Inga underarter finns listade i Catalogue of Life.